# Слотняк пурпуровий
Слотняк пурпуровий (Phoeniculus purpureus) — вид птахів родини слотнякових (Phoeniculidae).

## Поширення
Вид досить поширений в країнах Субсахарської Африки, за винятком зони екваторіальних вологих лісів та посушливих районів пустель і напівпустель.

## Опис
Тіло завдовжки 34-42 см. Вага — 54-99 г. Оперення темне, блискуче з синьо-зеленим відтінком. Хвіст довгий, ступінчастий з білими плямами на рульових перах. Ноги короткі, червоні. Дзьоб довгий і загнутий, червоний у дорослих птахів і темний у молодих. У самців дзьоб довший, ніж у самиць.

## Спосіб життя
Трапляються невеликими групами до 10 птахів. Живляться комахами та іншими членистоногими, рідше дрібними хребетнимим,, яких знаходять у гнилій деревині або під корою. Іноді споживають ягоди та насіння. Розмножуються впродовж усього року, зазвичай до або після сезону дощів. Гнізда облаштовують у дуплах на висоті до 40 м. У кладці 3-5 блакитних яєць. Інкубація триває 17-18 днів. Насиджує самиця. За пташенятами доглядають обидва партнери. Інколи їм допомагають нащадки з попередніх виводків. Пташенята через 28-30 днів покидають гніздо. Після вильоту з гнізда батьки догодовують їх ще 2-3 місяці.